# Distrito electoral de Jonesboro 3
Jonesboro District 3 (en inglés: Jonesboro District 3 Precinct) es un distrito electoral ubicado en el condado de Union en el estado estadounidense de Illinois. En el Censo de 2010 tenía una población de 650 habitantes y una densidad poblacional de 21,23 personas por km².

## Geografía
Según la Oficina del Censo de los Estados Unidos, tiene una superficie total de 30.61 km², de la cual 30.49 km² corresponden a tierra firme y (0.38%) 0.12 km² es agua.

## Demografía
Según el censo de 2010, había 650 personas residiendo en Jonesboro District 3. La densidad de población era de 21,23 hab./km². De los 650 habitantes, Jonesboro District 3 estaba compuesto por el 95.69% blancos, el 0.15% eran afroamericanos, el 0.92% eran amerindios, el 1.23% eran asiáticos, el 0% eran isleños del Pacífico, el 0.31% eran de otras razas y el 1.69% pertenecían a dos o más razas. Del total de la población el 1.23% eran hispanos o latinos de cualquier raza.